# María Sol Corral
María Sol Corral (Guayaquil, 27 de marzo de 1965) es una actriz, modelo y política ecuatoriana. Fue cónsul en la embajada del Ecuador en México. Fue Miss Mundo Ecuador en 1984, y posteriormente fue presentadora de televisión y productora de programas de entrevistas de televisión.

## Biografía
Nació en la ciudad de Guayaquil, creció en la ciudad de Quito, es [Lcda. en Administración Pública, Máster en Imagen Púbica, Con cursos de comunnicacion efectiva en la Universidad de Harvard, Educación Superior, Ciencia, Tecnología e Innovación - «Universidad Latinoamericana, Licenciaturas y Posgrados». www.ula.edu.mx (en inglés británico). Consultado el 7 de marzo de 2019.</ref> Consultora en Imagen Pública graduada en el Colegio de Ingenieros de Imagen Pública de México, con especialidad en Imagen Política. 
Es autora del libro “El Candidato Perfecto – El poder de la Imagen en Campañas Electorales”. Fue asesora de imagen de Rafael Correa (presidente de Ecuador), de Lenín Moreno (vicepresidente de Ecuador), y de varias carteras de estado en Ecuador. Trabajó para candidatos presidenciales en México y Guatemala. Su última publicación es Mujeres en Campaña, Guía para hacer una campaña electoral.
Como política fue concejal de Quito entre 2009 a 2014. Fue elegida segunda vicepresidenta del concejo metropolitano de Quito por dos ocasiones, Presidenta de la Comisión de Presupuesto de la Ciudad, Presidenta del Directorio de la Empresa Pública de Residuos Sólidos de Quito, y promotora de proyectos culturales artísticos como "Quito, Jardín de Quindes" y "Ecuador Ama la Vida".
Reconocida por su labor en el campo de la salud de la mujer con la fundación de Prevención de Cáncer de mama. Inauguró junto a la fundación Poly Ugarte el programa de prevención denominado "TOCATE". Preside la fundación Sonrisas de Mujer.
En 2014 - 2018 fue nombrada Cónsul General del Ecuador en México, con rango de Ministra. Ha hecho varias actividades con la fundación del mexicano hijo de Carlos Slim, Patrick Slim, la Red Materno Infantil y la fundación de cáncer CIMA. 
En las elecciones seccionales de Ecuador de 2019, participa como candidata a Alcalde de Quito. 
Es ponente en las Cumbres Mundiales de Comunicación Política y en la actualidad dirige un Despacho especializado en campañas electorales y estrategias de imagen y comunicación.

## Filmografía

### Telenovelas
- (1993) Ángel o demonio - María Fernanda
- (1992-1993) Isabela - Isabela

## Publicaciones
Mari Sol Corral ha publicado los siguientes textos académicos:
- El Candidato Perfecto – El poder de la Imagen en Campañas Electorales.
- ¨Mujeres en Campaña - Guia para sibrevivir una elección¨